# Cepheuptychia alope
Cepheuptychia alope är en fjärilsart som beskrevs av Hall 1924. Cepheuptychia alope ingår i släktet Cepheuptychia och familjen praktfjärilar. Inga underarter finns listade i Catalogue of Life.